# Portrait de l'artiste Geneviève Blanchot
 (décembre 2022).
Le Portrait de Geneviève Blanchot (?), ou allégorie de la peinture, est une huile sur toile exécutée vers 1704 par Jean-Baptiste Santerre (1651-1717) et aujourd’hui conservée au Musée Sainte-Croix de Poitiers.

## Description
Cette huile sur toile représente une jeune femme assise de ¾ et vêtue d’une robe rouge élégante aux manches bouffantes. Son visage, de face, est de forme ovale : elle a de grands yeux marron tombants et présente un léger sourire aux commissures des lèvres. Le rose des joues ravive son teint porcelaine ; ses cheveux noirs sont relevés et une boucle retombe sur son épaule. Alors que sa main droite est posée sur la toile du chevalet, la jeune femme tient dans sa main gauche un faisceau de pinceaux, un bâton de peinture et une palette avec des couleurs chaudes et terreuses disposées soigneusement dessus. Elle semble être interrompue ou bien dans l’attente de débuter son travail, car les peintures disposées sur la palette n’ont pas été touchées ou partiellement pour le blanc.

## Historique
Jean-Baptiste Santerre est agréé le 28 juin 1698 à l’Académie royale de peinture et de sculpture en tant que portraitiste, à charge d'exécuter comme morceau de réception un Portrait de Noël Coypel (alors directeur de l’institution même si ce tableau ne semble jamais avoir été réalisé après deux prolongations du délai de réalisation[réf. souhaitée]). Santerre entre donc à l’Académie tardivement, à l’âge de 53 ans : l’institution ne lui est pas d’une grande utilité car il a rapidement réussi à se constituer un réseau de clients fidèles.

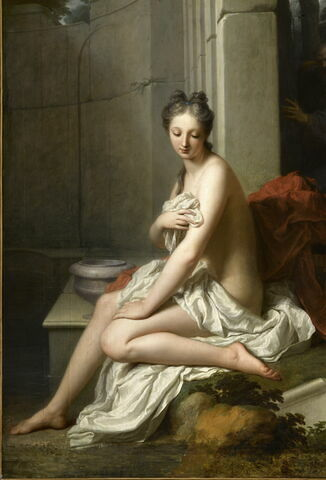
Jean-Baptiste Santerre, Suzanne au bain, 1704, Musée du Louvre.

Le 18 octobre 1704, Jean Baptiste Santerre est accepté comme peintre d’histoire à l’Académie avec son œuvre sans doute la plus connue : Suzanne au bain (1704, musée du Louvre). À l’occasion du Salon de cette même année, il expose douze toiles : Portrait de deux actrices, La Fille voilée, La Curiosité, La Géométrie, Une Fille qui menace, Une Pèlerine, Une Musicienne, Une Coupeuse de chou, Une Espagnolette, Une Fille qui lit une lettre et une paire d’œuvres qu’il intitule La Peinture en deux différentes attitudes.
Ce duo d’œuvres est composé du Portrait de Geneviève Blanchot ou l’Allégorie de la peinture du musée Sainte-Croix et d’un pendant identifié tantôt comme le Portrait de Geneviève Blanchot dit aussi Allégorie de la peinture, une toile au format plus réduit (65 cm de hauteur sur 53 cm de large) conservée au musée des Beaux-Arts de Bâle, tantôt comme la Dame peignant du Musée d’Orléans. Ce duo de toiles, quel qu’il soit puisque la toile de Bâle et celle d’Orléans ont un aspect presque identique, possède un sujet similaire avec le même modèle traité en miroir, de ¾, coupé aux genoux, avec les mêmes attributs, tous les deux sur un fond neutre, mais dans deux attitudes différentes comme le signale de titre de Santerre. Il est possible de dater la réalisation du tableau de Poitiers après celle de la toile de Bâle-Orléans, puisque le tableau de Poitiers semble plus accompli  : l’espace est plus complexe dans les dégradés du fond, la couleur comme les drapés du modèle sont plus souples et le visage de la jeune femme est traité de manière plus élégante face à une mise en scène que l’on pourrait qualifier de plus artificielle pour le pendant de Bâle ou d’Orléans[Interprétation personnelle ?].

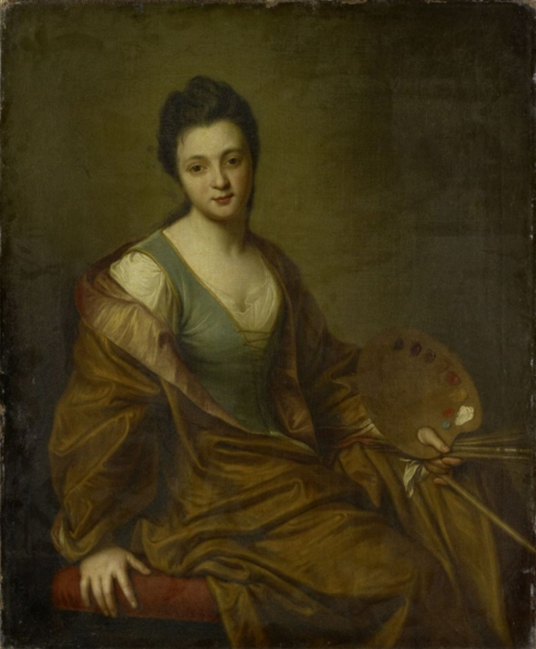
Jean-Baptiste Santerre, Portrait de Geneviève Blanchot ou Allégorie de la peinture, 1704, Kunstmuseum Basel.
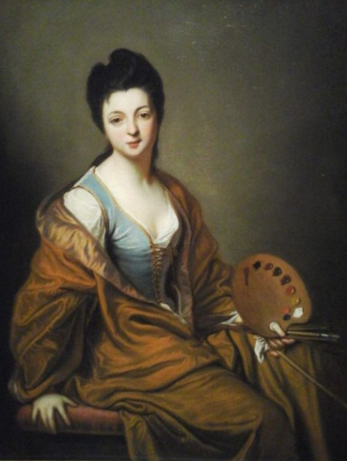
Jean-Baptiste Santerre, Dame peignant, musée d'Orléans.
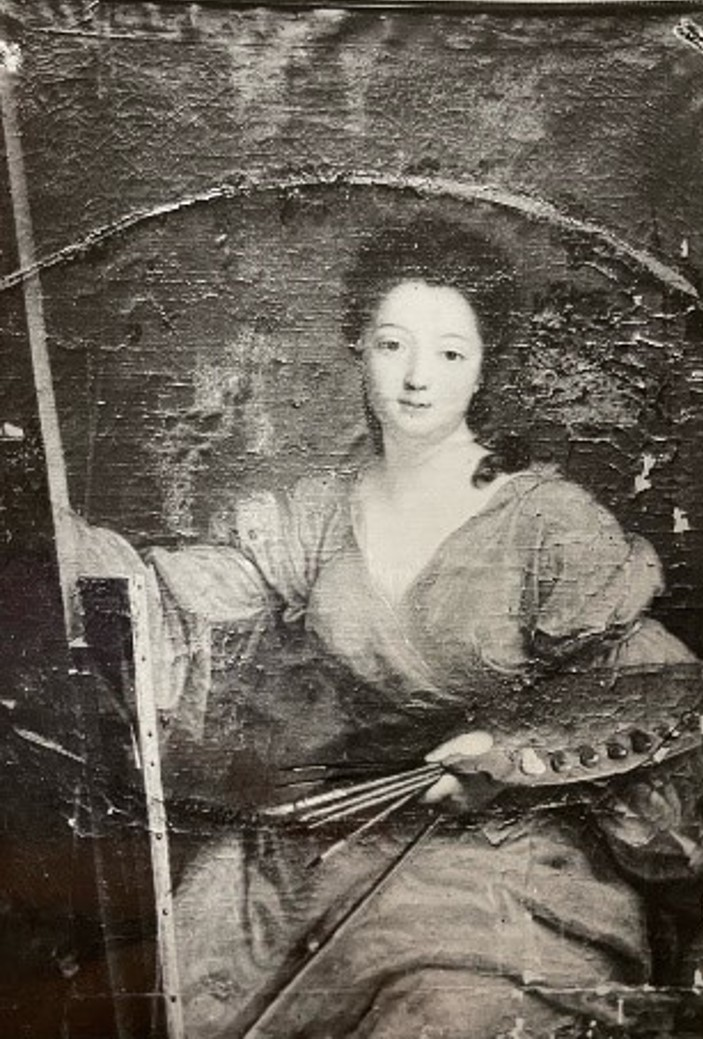
Portrait de Geneviève Blanchot abîmé, avant sa restauration de 1950 par le musée Sainte-Croix de Poitiers.

Aucune information n'est disponible sur le devenir de la toile de Poitiers après son exposition au Salon de 1704. Sa réception n'est pas mieux connue ; la toile de Bâle-Orléans a néanmoins été gravée par C. Duchesne, ce qui n’est pas le cas de celle de Poitiers[source secondaire souhaitée].
Le 1er janvier 1828, la toile est acquise par le musée Sainte-Croix de Poitiers dans un mauvais état : la peinture est très écaillée et la toile, originellement rectangulaire, a été pliée pour l'adapter à un format ovale. Jusqu’alors entreposée dans les anciens fonds du musée, une grande campagne de restauration de l’œuvre est entreprise en 1950 : le Portrait de Geneviève Blanchot ou Allégorie de la peinture est alors restauré, nettoyé et remis au format rectangulaire. Aujourd’hui, il est encore possible d’observer les traces de la restauration sur la toile[source secondaire souhaitée].
Depuis sa remise en état, la toile est exposée au cœur du musée Sainte-Croix, dans le département des beaux-arts.

## Un sujet ambigu et un genre multiple
L'interprétation iconographique du tableau demeure ambiguë : la toile est exposée au Salon comme une allégorie de la Peinture, mais est aujourd'hui présentée par le musée de Poitiers comme un Portrait de Geneviève Blanchot ou Allégorie de la peinture.

### L'identité de Geneviève Blanchot
Une seule femme est connue accompagnant Jean-Baptiste Santerre dans son atelier, mentionnée dans les archives du peintre à la fois comme élève et modèle et dont l’identité est difficile à appréhender : les différentes sources mentionnent le prénom de Geneviève et celui de Marguerite, le nom Blanchot et Blancheau, et même le diminutif de Mademoiselle Godon.
Le statut de cette jeune femme est lui aussi mal connu puisqu’elle est considérée tantôt comme l’élève voire la maitresse de Jean-Baptiste Santerre, qui aurait seulement copié des œuvres de son maitre et parfois peint des sujets originaux, tantôt comme son amie et assistante en charge de préparer les couleurs pour l’artiste[réf. souhaitée]. La seule information où les sources textuelles s’accordent[réf. nécessaire] est l’arrivée de Geneviève chez le peintre en 1692, chez qui elle demeure (voire partage la vie de l’artiste) jusqu’à sa mort en 1717.  
Il est admis[pourquoi ?] que la jeune Blanchot, quel que soit son rôle dans l’atelier de Santerre, a posé pour les deux pendants de La Peinture en deux différentes attitudes. Faute de sources iconographiques, cette hypothèse est néanmoins fragile. 

### Un sujet et un genre ambigus
Le genre de la toile de Poitiers est difficile à définir[réf. nécessaire]. Il pourrait s'agir d'un portrait d’artiste, un genre qui se répand au XVIIIe siècle, alors les artistes veulent affirmer leur statut social : ce serait le portrait de la femme peintre Geneviève Blanchot, qui, le temps de la pose, suspend son action alors qu‘elle semblait tout juste commencer à peindre et qui tourne alors son visage au regard rêveur vers Santerre. 

Néanmoins, la toile reprend les codes de l'allégorie de la Peinture, tels qu'on les retrouve dans les écrits de  

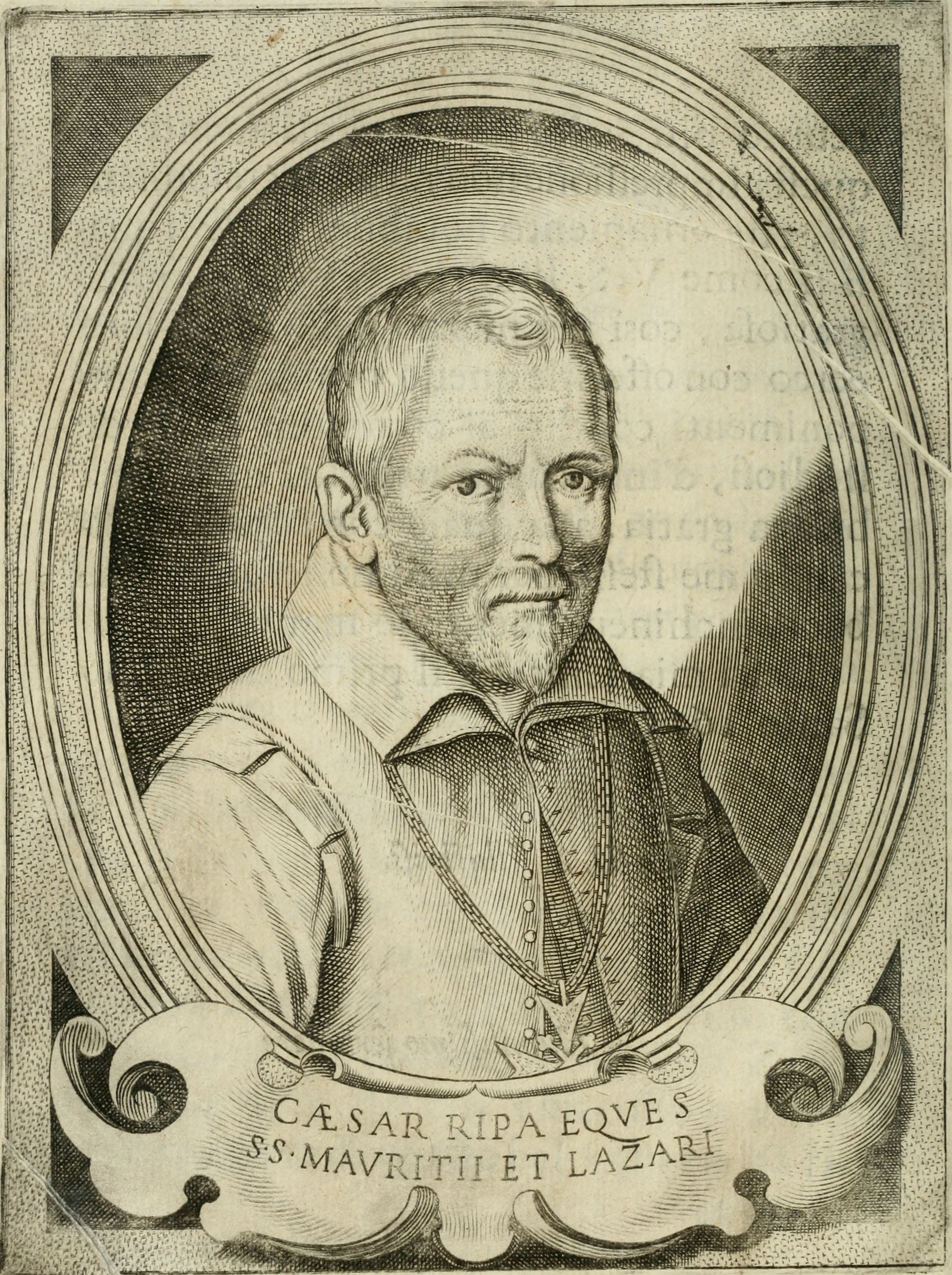
Portrait de Cesare Ripa

Cesare Ripa, avec un modèle aux cheveux noirs touffus, des yeux grands ouverts et une petite bouche, tenant dans sa main les pinceaux.